# Cross Road
Cross Road je první kompilační deska americké rockové kapely Bon Jovi. Obsahuje 12 skladeb z předchozích pěti studiových alb a 2 nové: Always a Someday I'll Be Saturday Night.
Seznam skladeb se liší podle zemí: mezinárodní verze obsahuje na desátém místě píseň In These Arms a je tam i 15. skladba - Never Say Goodbye; v Americe mají na 10. místě alternativní pomalou verzi písně Livin' On A Prayer s názvem Prayer '94; Japonsko má pak na stejném místě skladbu Tokyo Road.

## Setlist
Kompletní seznam skladeb je následující:
1. "Livin' On A Prayer" - 4:13
2. "Keep The Faith" - 5:46
3. "Someday I'll Be Saturday Night" - 4:39
4. "Always" - 5:56
5. "Wanted Dead Or Alive" - 5:11
6. "Lay Your Hands On Me" - 6:03
7. "You Give Love A Bad Name" - 3:46
8. "Bed Of Roses" - 6:38
9. "Blaze Of Glory" - 5:40
10. "In These Arms" - 5:19
11. "Bad Medicine" - 5:16
12. "I'll Be There For You" - 5:46
13. "In And Out Of Love" - 4:24
14. "Runaway" 3:53

### Bonusy
- 15. "Never Say Goodbye" - (mezinárodní vydání)
- 10. "Prayer '94" - USA, Kanada)
- 10. "Tokyo Road" - (Japonsko, 1998)

1. CD2 "Always" (live) - (Japonsko, 1998)
2. CD2 "Someday I'll Be Saturday Night" (live) - (Japonsko, 1998)
3. CD2 "With A Little Help From My Friends" (live) - (Japonsko, 1998)
4. CD2 "Good Guys Don't Always Wear White" - (Japonsko, 1998)
5. CD2 "Blaze Of Glory" (live) - (Japonsko, 1998)
6. CD2 "Stranger In This Town" (live) - (Japonsko, 1998)

1. CD2 "The Radio Saved My Life Tonight" - 5:08 (Deluxe Sound & Vision, 2005)
2. CD2 "Wild In The Streets" - 3:54 (Deluxe Sound & Vision, 2005)
3. CD2 "Diamond Ring" - 3:47 (Deluxe Sound & Vision, 2005)
4. CD2 "Good Guys Don't Always Wear White" - 4:34 (Deluxe Sound & Vision, 2005)
5. CD2 "The Boys Are Back In Town" (live) - 4:04 (Deluxe Sound & Vision, 2005)
6. CD2 "Edge Of Broken Heart" - 4:40 (Deluxe Sound & Vision, 2005)
7. CD2 "Postcards From The Wasteland" - 4:24 (Deluxe Sound & Vision, 2005)
8. CD2 "Blood On Blood" (live) - 6:49 (Deluxe Sound & Vision, 2005)
9. CD2 "Let It Rock" - 5:25 (Deluxe Sound & Vision, 2005)
10. CD2 "Starting All Over Again" (remix) - 3:44 (Deluxe Sound & Vision, 2005)
11. CD2 "Blood Money" (live) - 2:35 (Deluxe Sound & Vision, 2005)
12. CD2 "Save A Prayer" - 5:57 (Deluxe Sound & Vision, 2005)
13. CD2 "Lucky" - 3:52 (Deluxe Sound & Vision, 2005)
14. CD2 "Why Aren't You Dead?" - 3:31 (Deluxe Sound & Vision, 2005)
15. CD2 "Raise Your Hands" - 4:16 (Deluxe Sound & Vision, 2005)